# Konfessionalist
Konfessionalist leitet sich ab von Konfession (lat. confessio) bzw. von Konfessionalismus. Es handelt sich dabei um einen Anhänger einer der Konfessionsparteien seit dem Zeitalter der Konfessionalisierung, dem die Kirchenspaltung durch die von Martin Luther ausgehenden Reformation vorausgegangen war. Dabei wird die eigene Konfessionszugehörigkeit im konfessionsparteilichen Sinne gegenüber Personen mit einem anderen Bekenntnisstand instrumentalisiert. Es geht dabei um eine klare Abgrenzung von Personengruppen oder Einzelpersonen mit anderem Bekenntnisstand. Neben dem Katholizismus gibt es den Protestantismus mit dem evangelisch-lutherischen bzw. dem lutherisch-reformierten Bekenntnis. In Böhmen gab es zudem die Utraquisten.
Die dem Begriff zugrundeliegende Theorie des Konfessionalismus besagt, dass mit der Bezeichnung Konfessionalist keineswegs nur Personen gemeint sind, die zum Zeitalter der Glaubensspaltung zu rechnen sind. Instrumentalisierungen der eigenen Konfessionszugehörigkeit finden sich z. B. im Neuluthertum. Begriffsgeschichtlich ist das nicht frei von Anachronismen, da sich das „zweite konfessionelle Zeitalter“ von dem des 16. Jahrhunderts ableitet. Der Konfessionalist zwangsläufig muss dem hier inhaltlich folgen. Im „ersten konfessionellen Zeitalter“ des 16. und 17. Jahrhunderts wurde ja formalrechtlich sich nicht in Konfessionen, sondern in der Form der christlichen Religion voneinander unterschieden als „alte“ oder „neue“, „wahre“ oder „falsche“. Also gibt es in Wahrheit im 16. Jahrhundert einen Angehörigen einer „alten“ oder „neuen“, „wahren“ oder „falschen“ Religionsgemeinschaft wenigstens in deren Verständnis, nicht aber einen Konfessionalisten im engeren Sinne, weil es die formalrechtliche Zuweisung zu einer Konfession noch nicht gibt. Wirksam ist jedoch die strikte Abgrenzung von Personen anderer Religionszugehörigkeit gegenüber der eigenen Person. Des Weiteren ist zu beachten, dass sich auch die Lutherische Orthodoxie in der Frage der Durchsetzung des lutherischen Glaubens spaltete. So unterscheidet man in diesem Auseinandersetzungsprozess die Philippisten von den Gnesiolutheranern.

## Beispiele für Konfessionalisten
- Girolamo Zanchi